# Organisation communiste révolutionnaire
L'Organisation communiste révolutionnaire (OCR) regroupait des militants proches du RKD allemand (lui-même réfugié en France durant la Seconde Guerre mondiale), d'abord en tant que tendance dans le PCI trotskiste. 
En août 1944, pendant la libération de Paris, des militants de CR (communistes révolutionnaires) prennent la tête du comité de grève chez Renault. En octobre 1944, la tendance CR quitte le PCI. L'OCR compte alors une quarantaine de membres et édite différentes publications, seule ou en commun avec le RKD : Rassemblement communiste révolutionnaire, Pouvoir ouvrier, L'Internationale. 
Une partie des militants quittent ensuite l'OCR pour rejoindre des groupes bordiguistes ou anarchistes. Le reste de l'organisation se disperse en 1946.